# بيت بن حمزة

تعديل مصدري - تعديل

بيت بن حمزه هي إحدى قرى عزلة القارة بمديرية رصد التابعة لمحافظة أبين، بلغ تعداد سكانها 67 نسمة حسب تعداد اليمن لعام 2004.